# Jožef Margitaj
Jožef Margitaj (rojen kot Jožef Majhon, madžarsko Margitai József, hrvaško Josip Margitaj), hrvaško-madžarski profesor glasbe, učitelj, novinar in pisatelj, madžaronski propagandist, * 9. marec, 1854, Črenšovci 6. junij, 1934, Budimpešta
Margitaj se je rodil v današnjem južnem Prekmurju očetu, medžimurskemu Hrvatu in učitelju Francu Majhnu in materi Ani Titler. Družina Majhen se je kasneje preselila iz Slovenske krajine v Medžimurje. Mladi Majhon je odraščal v Svetem Martinu na Muri. Kasneje je pomadžaril svoje ime iz Majhona v Margitai/Margitaj. Študiral je v Veliki Kaniži, Csurgóju in Budimpešti. Leta 1873 je začel delovati v Čakovcu.
Podpiral je madžarizacijo medžimurskih Hrvatov in si izmislil šovinistično teorijo medžimurskega jezika. Pravzaprav je Margitajev medžimurski jezik različica kajkavskega knjižnega jezika, vendar ni podoben medžimurskemu narečju. Ta jezik je mešanica stare knjižne kajkavščine in knjižne štokavščine. Margitaj v medžimurščini ni napisal ničesar drugega kot samo nekaj učbenikov, pobožnih in propagandnih knjig. Urejal je še dvojezični časopis Medjimurje/Muraköz ter koledar Medjimurski kolendar. Margitajeva dela niso visoke kakovosti, Medžimurci njegovega jezika niso sprejeli.
Po 1. svetovni vojni je hrvaško-srbska vojska zasedla Medžimurje, zato je Margitaj pobegnil na Madžarsko.

## Dela
- Horvát nyelvtan, 1881-1884 (Hrvaška slovnica)
- Muraközi horvát olvasókönyv, 1882-1884. (Medžimurskohrvaška čitanka)
- A szombathelyi magyar póttanfolyamokról és még valami a magyarosításról. Nagykanizsa 1882.
- Magyar gyermekdalok a nem magyar ajkú iskolák számára, 1884.
- Muraközi magyar olvasókönyv (Madžarska čitanka za Medžimurce)
- Dobre knyige/Jó könyv a muraközi nép számára 1885 (Dobra knjiga za medžimursko ljudstvo)
- Mali katekizmus, 1885 (Mali katekizem)
- Veliki katekismus, 1886. (Veliki katekizem)
- Biblicska povesztnica, 1886.
- Rövid zsebszótár. Segédkönyv a horvát és magyar nyelv megtanulására, 1887-1889.
- Vezérkönyv a magyar írás és olvasás tanításához a horvát és vendajkú iskolákban, Budapest, 1896.
- A csánytornyai m. kir. állami tanítóképző-intézet története és jelen állapotának ismertetése, Nagykanizsa, 1896.
- Magyar ABC és olvasókönyv a muraközi népiskolák számára. Budapest, 1896.
- Magyar ABC vend., 1896.
- Értekezések a tanügy köréből, 1898.
- Gyermekdalok a népiskolák számára. Kiadja a vallás- és közoktatásügyi m. kir. miniszterium, Budapest, 1898.